# 정종환
정종환(鄭鍾煥, 1948년 7월 30일~2024년 4월 27일)은 대한민국의 건설교통 실무 전문가이다. 제10회 행정고등고시에 합격한 후 행정공무원으로 중앙정부에서 일했다. 김대중 정부 제21대 철도청 청장, 노무현 정부 제1대 한국철도시설공단 이사장, 이명박 정부 제1대 국토해양부 장관이다.

## 생애
화암국민학교, 청양중학교, 청양농업고등학교, 고려대학교를 졸업하고, 1971년 제10회 행정고시에 합격했다.
1991년 교통부 도시교통국장, 1992년 교통부 항공국장, 1993년 교통부 관광국장, 1995년 청와대 국가경쟁력강화기획단, 1995년 건설교통부 국토계획국장, 1996년 건설교통부 기획관리실장, 1997년 건설교통부 수송정책실장을 역임했다.
1998년 3월부터 2001년 3월까지는 철도청장을, 2004년부터 2007년 1월 1일까지는 한국철도시설공단 이사장, 2007년 1월 2일부터 2008년 2월까지는 우송대학교 철도건설환경공학과 석좌교수를 역임했다.
2008년 2월 29일에 이명박 정부 제1대 국토해양부 장관으로 취임하여 2011년 6월 1일까지 재직하였다. 2011년 1월 12일, 서울과학기술대학교에서 명예행정학박사 학위를 수여받았다.

## 상훈
- 1992년: 홍조근정훈장
- 1998년: 고객만족경영 '최고경영자상' 수상(한국능률협회)
- 1999년: 고객만족경영 '대상' 수상(한국능률협회)
- 1999년: 품질경영상 본상 수상(산업자원부, 한국표준협회)
- 2000년: 대한민국마케팅 '대상' 수상(한국능률협회)
- 2001년: 제2회 행정서비스헌장 '대상' 수상(행정자치부)

## 가족 관계
- 배우자: 조정자
  - 아들: 정성욱, 정진욱, 정재욱
    - 며느리: 고경난, 이정은, 이연이